# Naoki Hane
Naoki Hane (japonsky: 羽根 直樹, Hane Naoki, narozen 14. srpna 1976) je profesionální hráč go.

## Biografie
Naoki Hane je profesionální hráč go, který hraje ze japonské Nihon Ki-in. Je synem hráče Jasumasa Hane. Hane popsal jeho styl jako pomalé bílé pronásledování v koncovce hry.

## Tituly
| Titul              | Rok               |
| ------------------ | ----------------- |
| Počet              | 12                |
| Honinbó            | 2008              |
| Kisei              | 2004, 2005        |
| Tengen             | 2001 - 2003       |
| Agon Cup           | 2004              |
| NHK Cup            | 2006              |
| Ókan               | 1999, 2002 - 2004 |
| Počet              | 1                 |
| Šin-Ei             | 1996              |
| Kontinentální      | 1                 |
| China-Japan Tengen | 2002              |
| Celkově            | 14                |

## Postup
| Titul  | Rok  | Poznámka |
| ------ | ---- | --- |
| 1. dan | 1991 | |
| 2. dan | 1991 | |
| 3. dan | 1992 | |
| 4. dan | 1992 | |
| 5. dan | 1994 | |
| 6. dan | 1996 | |
| 7. dan | 1998 | |
| 8. dan | 2000 | |
| 9. dan | 2002 | 9. dan dostal po 11 letech a 3 měsících. Je držitelem rekordu v Nihon Ki-in za druhé nejrychlejší povýšení. |

## Ocenění
- Zisk 500. výhry v roce 2002.
- Zisk 600. výhry v roce 2005.
- Cena nového hráče (1995)
- Nejvíce výher: 48 (1996), 50 (1997), 68 (2001)
- Nejvíce po sobě následujících výher; 19 (1999)
- Nejlepší hráč (2001, 2003)
- Nejvíce odehraných her; 88 (2001)
- Hidetoshiho cena (2001)